# Русчорі (Сібіу)
Русчорі (рум. Rusciori) — село у повіті Сібіу в Румунії. Входить до складу комуни Шура-Міке.
Село розташоване на відстані 223 км на північний захід від Бухареста, 9 км на захід від Сібіу, 111 км на південь від Клуж-Напоки, 124 км на захід від Брашова.

## Населення
За даними перепису населення 2002 року у селі проживали 630 осіб.
Національний склад населення села:
| Національність | Кількість осіб | Відсоток |
| -------------- | -------------- | -------- |
| румуни         | 342            | 54,3%    |
| цигани         | 252            | 40,0%    |
| німці          | 32             | 5,1%     |

Рідною мовою назвали:
| Мова      | Кількість осіб | Відсоток |
| --------- | -------------- | -------- |
| румунська | 610            | 96,8%    |
| німецька  | 20             | 3,2%     |